# New-Don-Pedro-Talsperre

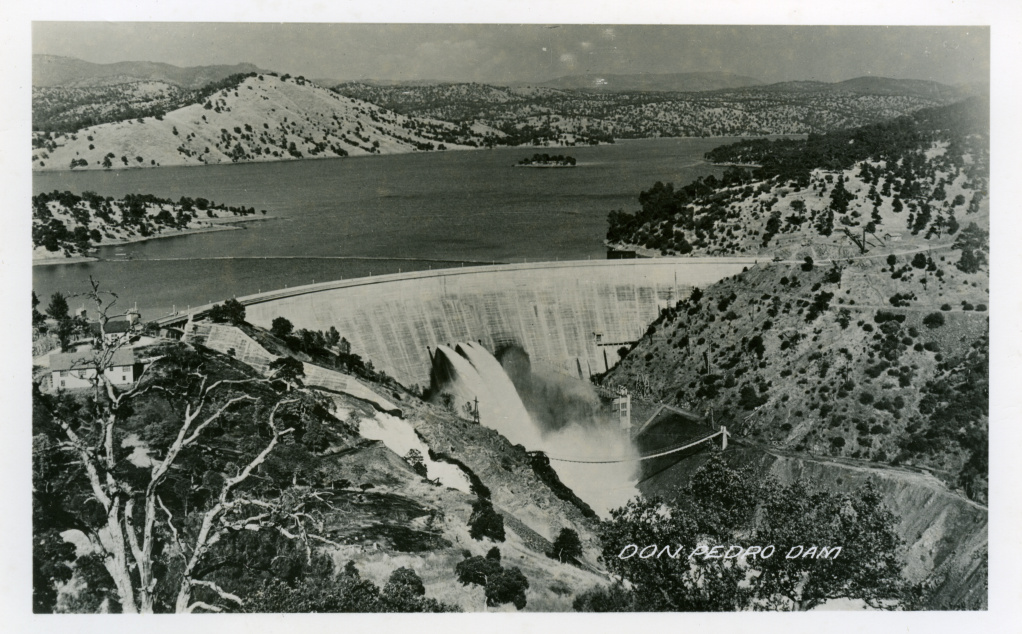
Die alte Staumauer 1925

Die New-Don-Pedro-Talsperre (englisch Lake Don Pedro, Don Pedro Lake, Don Pedro Reservoir bzw. "Don Pedro Dam") am Tuolumne River ist die fünftgrößte Talsperre in Kalifornien. In der Nähe des Stausees liegt die Stadt Moccasin.
Neben der neuen größeren Don-Pedro-Talsperre (New Don Pedro Dam) mit einem Steinschüttdamm, der 1971 gebaut wurde, gibt es noch die alte Talsperre von 1923 mit dem Old Don Pedro Dam, einer Staumauer, die normalerweise überstaut ist.

## Der Stausee
Der Stausee liegt am Fuße der Sierra Nevada. Er hat etwa 260 Kilometer Uferlinie, überstaut etwa 42 km Flusslauf des Tuolumne River, und hat eine Wasseroberfläche von 53 km². Der Speicherraum von etwa 2,5 km³ speist sich aus einem 3900 km² großen Einzugsgebiet. Das Wasser wird vom Modesto Irrigation District (MID) und vom Turlock Irrigation District (TID) zur Bewässerung von vielen Hundert Quadratkilometern landwirtschaftlicher Flächen im fruchtbaren Central Valley genutzt. Teilweise wird das Wasser vom MID nach einer Aufbereitung auch als Trinkwasser für Modesto genutzt. Die zwei Bewässerungsbezirke und das United States Bureau of Land Management (BLM) besitzen das Land bis zu einer Höhe von 4,5 Meter über dem höchsten Wasserstand; deshalb gibt es keine privaten Stege an Seegrundstücken. Es gibt nur drei öffentliche Zugangsstellen zum Wasser.
Die fünf größten Stauseen in Kalifornien sind, am Speicherraum gemessen:
- 5,61 km³ Lake Shasta
- 4,37 km³ Lake Oroville
- 3,02 km³ Trinity Lake
- 2,99 km³ New Melones Lake
- 2,50 km³ New Don Pedro (entspricht 2504 Millionen m³; die Zahl wird aber auch mit 2835 Millionen angegeben)

Weil der Don-Pedro-See kein Teil des Hetch Hetchy Water and Power Systems ist, fließt Wasser dieses Verbunds durch Tunnel unter dem oberen Ende des Speichers hindurch. Der Don-Pedro-See könnte leicht in diesen Verbund aufgenommen werden, und die Anstrengungen der Restore-Hetch-Hetchy-Gruppe, das Reservoir im Hetch Hetchy Valley abzulassen, hoffen stark auf diese Möglichkeit. Die San Francisco Public Utilities Commission (SFPUC), von der die Hetch Hetchy Water and Power eine Abteilung ist, hat 45 Prozent der Baukosten der neuen Don-Pedro-Talsperre getragen und hat deshalb das Recht, 0,7 km³ Wasser darin zu speichern. Die Rechte des MID und des TID sind aber älter als die des SFPUC, und deshalb können sie das gespeicherte Wasser in Trockenperioden für ihre Zwecke ganz aufbrauchen.

## Der neue Staudamm(New Don Pedro Dam)
Der neue New Don Pedro Dam ist ein 178 Meter hoher Erd- und Steinschüttdamm. Er ist 853 Meter lang und an seiner Basis 579 Meter breit. Er hat ein Volumen von 12 Millionen Kubikmetern Schüttmaterial, von dem viel aus alten Goldwaschhalden am Tuolumne bei La Grange kommt. Der Bau begann im September 1967, der Damm war am 28. Mai 1970 fertig und die Einweihung war am 22. Mai 1971. Während der TID das Wasserkraftwerk am Dammfuß betreibt, besitzt der MID 31,54 Prozent des Kraftwerks und darf damit 63 der 203 Megawatt, die von vier Generatoren produziert werden, nutzen. Das Wasser, das das Kraftwerk verlässt, fließt vier Kilometer flussabwärts zur La-Grange-Talsperre, wo viel davon in Bewässerungskanäle abgezweigt wird. Der Rest fließt die 84 Kilometer bis zum Zusammenfluss mit dem San Joaquin River weiter.

## Die alte Staumauer(Old Don Pedro Dam)
Der ursprüngliche Don Pedro Dam, der seit 1971 als Old Don Pedro Dam bekannt ist, ist eine 86 Meter hohe Gewichtsstaumauer, die 305 Meter lang, an der Krone fünf Meter und am Fuß 52 Meter breit ist. Sie wurde 1923 an einer Stelle fertiggestellt (Koordinaten: 37,7125 N, 120,4020 W), an der der Tuolumne River eine schmale Schlucht in den Fels gegraben hatte, etwa zwei Kilometer unterhalb von Don Pedro Bar. Der alte Lake Don Pedro enthielt bis zu 0,358 km³ Wasser, das sind 14,3 Prozent der heutigen Kapazität. Es gab erst ein 15 Kilowatt-Kraftwerk, und zwei weitere 7,5-kW-Generatoren wurden 1926 hinzugefügt, so dass es zusammen 30 Kilowatt waren. Das sind 0,015 Prozent der heutigen Kapazität. Die alte Staumauer steht 2,5 Kilometer oberhalb des neuen Staudamms, und weil die alte Mauerkrone auf nur 177 Meter über dem Meeresspiegel liegt, steht sie nun etwa 76 Meter unter Wasser, wenn der Speicher voll ist. Ein Bericht über den Bau des The First Don Pedro ist auf der MID-Website verfügbar.